# Аплаганда
Аплаганда (Апла-Ханда) (*д/н — бл. 1766/1765 до н.е.) — цар міста-держави Каркемиш близько 1800/1795—1766/1765 до н.е. років до н. е.

## Життєпис
Ймовірно, був амореєм. Син царя Адніанди. Основні відомості про нього містяться в клинописних табличках архіву Марі. Також знайдено його циліндричну печатку.
Перша згадка відноситься до близько 1795 року до н. е., коли Аплаганда долучився до коаліції на чолі з Шамші-Ададом I, спрямованої проти Самуепуха, царя Ямхаду. Останній, зокрема, став загрожувати володінням Каркемишу. В першій кампаній вдерся до ворожих володінь з півночі, але спільно з союзниками не зміг захопити ямхадської столиці Халап. Брав участь у військових кампаніях приблизно до 1780 року до н. е.
Ситуація змінилася 1776 року до н. е., коли помер Шамши-Адад I. Ямхад у союзі з Марі перейшов у наступ. До них додалося Вавилонське царство. Втім Аплаганда зберіг союз із сином Шамші-Адада — Ясмах-Ададом і Катною. Після поразок усіх своїх союзників Аплаганда мусив визнати номінальну зверхність ямхадського царя Ярім-Ліма I.
Згодом зосередив увагу на відродженні господарства та розширенню посередницької торгівлі. За його панування Каркемиш перетворився на значний центр торгівлі деревиною та постачальника вина до Ассирії.
Помер Аплаганда близько 1766/1765 року до н. е. Йому спадкував син Ятарамі.